# Voyager (gruppo musicale australiano)
I Voyager sono un gruppo musicale progressive metal australiano fondato nel 1999 a Perth.
Hanno rappresentato l'Australia all'Eurovision Song Contest 2023 con il singolo Promise, classificandosi al nono posto.

## Storia

### Primi anni,Element V(1999-2005)

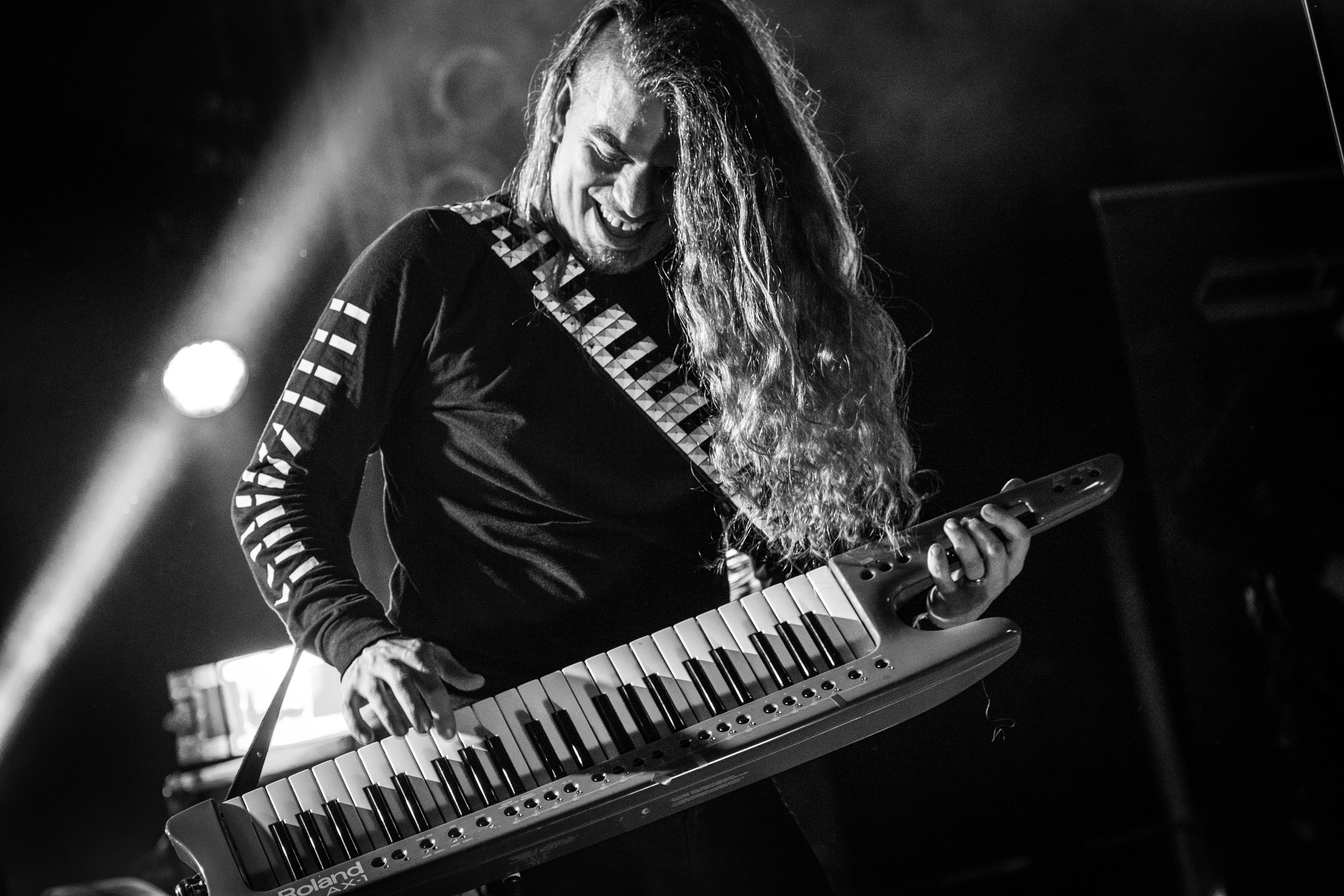
Danny Estrin

Il gruppo si formò a Perth nel 1999 dall'incontro tra il cantante e chitarrista Danny Estrin, tedesco immigrato in Australia, con il tastierista Mark Baker e il batterista Adam Lovkis durante il periodo di studi all'Università dell'Australia Occidentale, proponendo uno stile musicale vicino al power metal. Nello stesso anno il chitarrista Mark De Vattimo si unì alla formazione, mentre Baker la abbandonò, portando Estrin a ricoprire il ruolo di tastierista (quello vacante di chitarrista fu preso poco tempo dopo da Emanuel Rudnicki). Dopo alcuni primi concerti tenuti agli inizi del 2000, Lovkis abbandonò il gruppo al fine di proseguire i propri interessi extra-musicali e fu rimpiazzato da Geoff Callaghan; nel 2001 la formazione si completò con l'aggiunta della bassista Jennah Greaig.
Dopo un ulteriore cambio di formazione che ha visto la sostituzione di Greaig con Melissa Fiocco, nel 2003 i Voyager autoprodussero e pubblicarono l'album di debutto Element V, composto da quattordici brani. Il disco catturò l'attenzione dell'etichetta olandese DVS Records, che lo ristampò disco l'anno seguente su scala europea. La popolarità dei Voyager è aumentata rapidamente dopo l'uscita europea di Element V, permettendo alla band di esibirsi come gruppo di supporto per Steve Vai durante il suo tour in Australia nel 2004.
Durante il 2005 il gruppo tenne vari concerti in Australia, mentre il 9 dicembre dello stesso anno sia Rudnicki che Callaghan abbandonarono la formazione.

### UniverseI Am the Revolution(2007-2010)

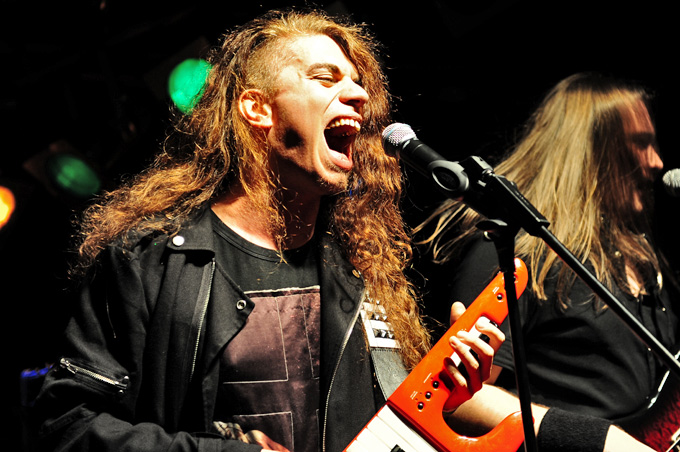
Estrin e Canion durante un'esibizione dei Voyager nel 2011

Nel 2007 i Voyager pubblicarono il secondo album Univers sotto la tedesca Dockyard1. Esso rappresentò la prima uscita con la chitarrista Simone Dow e il batterista Mark Boeijen, subentrati rispettivamente a Rudnicki e Callaghan a gennaio e febbraio 2006, nonché l'ultima con la bassista Melissa Fiocco, che abbandonò la formazione intorno al periodo di pubblicazione del disco a causa di visioni musicali differenti, venendo sostituita da Alex Canion.
Univers ha ricevuto il plauso della critica specializzata ed è stato scelto come album del mese dalla rivista belga Mindview e come album della settimana dalla rivista finlandese Imperiumi, oltre a fruttare al gruppo una menzione tra i dieci migliori gruppi al mondo ai MusicOz Awards. La promozione del disco avvenne attraverso una serie di concerti tenuti in Europa e in Australia, inclusa una partecipazione al ProgPower Europe Festival nei Paesi Bassi, dove hanno avuto un buon successo dalla critica. Dall'album fu inoltre estratto il singolo Sober, per il quale fu realizzato il primo video musicale in carriera per il gruppo.
Il terzo album I Am the Revolution vide la luce nel settembre 2009 e ricevette il plauso della critica specializzata, sebbene alcuni abbiano criticato la nuova direzione stilistica del gruppo che decise di fare uso di sonorità molto più pop e accessibili, abbandonando le influenze power metal dei primi lavori. Dal disco furono estratti i video per i brani Lost e The Devil in Me.

### The Meaning of IeV(2011-2013)

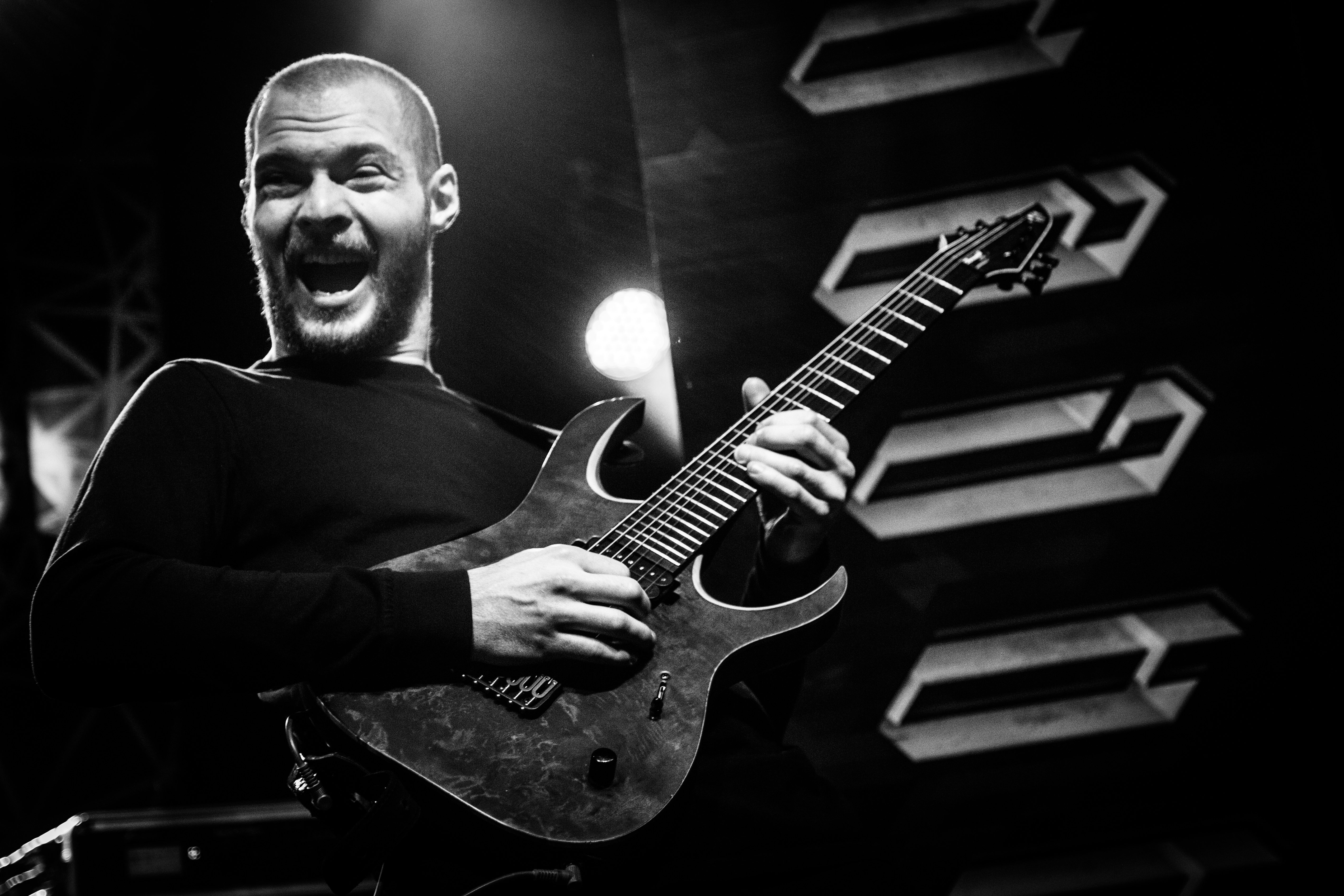
Scott Kay, chitarrista dei Voyager dal 2011

Il 21 aprile 2011 Scott Kay fu annunciato come nuovo chitarrista dei Voyager al posto di Chris Hanssen. Nello stesso anno il gruppo firmò un nuovo contratto discografico con la Sensory, che portò alla pubblicazione del quarto album The Meaning of I negli Stati Uniti d'America. L'album presenta collaborazioni con D. C. Cooper dei Royal Hunt e Daniel Tompkins dei Tesseract e si caratterizza per la maggiore presenza di elementi elettronici nei vari passaggi musicali. Nell'ottobre 2011 Boeijen abbandonò il gruppo in maniera amichevole, venendo sostituito da Ashley Doodkorte.
Durante il 2012 accompagnarono i Rhapsody of Fire durante il loro tour statunitense, e in seguito sono andati in tournée con i Children of Bodom.
Alla fine del 2013 i Voyager hanno presentato una campagna di crowdfunding per la realizzazione del loro quinto album. L'obiettivo della campagna è stato raggiunto dopo tre giorni dal lancio e il 14 gennaio 2014 hanno pubblicato il singolo Breaking Down, caratterizzato nuovamente dalla partecipazione di Tompkins. Il disco, intitolato V, è stato pubblicato nell'estate 2014 e si caratterizza per uno stile ancora più accessibile e melodico, pur senza perdere le sonorità progressive metal delle precedenti uscite. Il disco ha permesso inoltre al gruppo di ricevere una candidatura ai Prog Magazine Music Awards nella categoria Breakthrough Artist.

### Ghost MileeColours in the Sun(2017-2019)
Il 12 maggio 2017 è uscito il sesto album Ghost Mile, promosso da una tournée di lancio in Australia nello stesso periodo in cui sono stati affiancati da The Algorithm.
Nel giugno 2018 hanno siglato un contratto con la Season of Mist al fine di distribuire il settimo album su scala globale; l'etichetta si è inoltre occupata della ristampa dei precedenti The Meaning of I e V, uscite il 22 giugno di tale anno. Intitolato Colours in the Sun, il disco è uscito il 1º novembre 2019 e presenta dieci brani, di cui uno realizzato in collaborazione con Einar Solberg dei Leprous. In questo disco la critica specializzata ha evidenziato uno stile più pop rispetto al passato, pur intrecciato alle sonorità progressive tipiche del quintetto. Secondo Estrin risulta un disco «più trascendente, stratificato ed effervescente. È pop, ma ha ancora peso con riff croccanti e potenti. È un vero riflesso dei Voyager – cinque individui con radici diverse che si uniscono e creano un suono unico sotto il sole australiano».
L'uscita dell'album è stata promossa da quattro singoli pubblicati tra marzo e ottobre 2019 (Brightstar, Colours, Water Over the Bridge e Entropy), nonché dalla tourneée europea Flying Colours Tour 2019 svoltasi nella seconda metà di settembre.

### Eurovision Song Contest,Fearless in Love(2022-presente)
Nel febbraio 2022 i Voyager hanno partecipato a Eurovision - Australia Decides, programma di selezione del rappresentante australiano all'Eurovision Song Contest, dove si sono piazzati al 2º posto con l'inedito Dreamer. Nell'estate dello stesso anno hanno pubblicato un secondo inedito, Submarine, promosso dal relativo video. Il 2022 ha inoltre segnato la pubblicazione del loro primo album dal vivo A Voyage Through Time, contenente un concerto speciale volto a celebrare i loro oltre vent'anni di carriera durante il quale hanno suonato brani tratti da tutti gli album pubblicati fino ad allora; tra settembre e ottobre hanno invece aperto le date dei Vola in Europa.
Il 21 febbraio 2023 l'emittente televisiva australiana SBS ha annunciato di avere selezionato internamente i Voyager con l'inedito Promise al fine di rappresentare la nazione all'Eurovision Song Contest 2023 a Liverpool; nella serata conclusiva il gruppo si è classificato al nono posto. Durante la loro partecipazione alla manifestazione hanno pubblicato anche il singolo Prince of Fire, annunciando anche l'uscita dell'ottavo album Fearless in Love per il 14 luglio. Un ulteriore singolo, distribuito pochi giorni prima dell'album, è stato Ultraviolet, che ha visto la partecipazione vocale di Sean Harmanis dei Make Them Suffer.
L'album è stato promosso inizialmente da una breve tournée australiana composta da sei date (che hanno registrato il tutto esaurito) e in seguito dal Fearless in Love Tour, che partirà nel 2024 in Australia e successivamente in Europa. La tappa europea avrebbe dovuto avere luogo nell'ottobre 2023 ma è stata posticipata a causa di un tumore diagnosticato a Estrin.

## Stile musicale
Le prime pubblicazioni dei Voyager si distinguevano per uno stile marcatamente power metal, virando successivamente verso un progressive metal pesante ma caratterizzato da un frequente uso della melodia. A partire dal terzo album I Am the Revolution il gruppo ha cominciato ad integrare elementi pop all'interno della loro musica, rendendo gli arrangiamenti più accessibili ma senza rinunciare alle poliritmie tipiche del progressive metal.
Con i successivi The Meaning of I e V, i Voyager hanno incrementato l'uso di elementi elettronici e del sintetizzatore, oltre a frequenti assoli di keytar. Durante lo svolgimento dell'Eurovision Song Contest e la crescente attenzione data al gruppo dalla stampa, la critica specializzata ha coniato il termine «synth metal» al fine di descrivere la loro musica, con il frontman Danny Estrin che ha definito la musica del gruppo come «progressive power pop metal epico».

## Formazione
Attuale
- Danny Estrin – voce, keytar, tastiera (1999-presente), chitarra (1999)
- Simone Dow – chitarra (2006-presente)
- Alex Canion – basso, voce (2007-presente)
- Scott Kay – chitarra (2011-presente)
- Ashley Doodkorte – batteria (2011-presente)

Ex componenti
- Mark Baker – tastiera (1999)
- Adam Lovkis – batteria (1999-2000)
- Jennah Greaig – basso (2001-2003)
- Emanuel Rudnicki – chitarra (1999-2006)
- Geoff Callaghan – batteria (2000-2006)
- Melissa Fiocco – basso (2003-2007)
- Mark De Vattimo – chitarra (1999-2008)
- Chris Hanssen – chitarra (2009-2011)
- Mark Boeijen – batteria (2006-2011)

## Discografia

### Album in studio
- 2003 – Element V
- 2007 – Univers
- 2009 – I Am the Revolution
- 2011 – The Meaning of I
- 2013 – V
- 2017 – Ghost Mile
- 2019 – Colours in the Sun
- 2023 – Fearless in Love

### Album dal vivo
- 2022 – A Voyage Through Time

### Singoli
- 2006 – Sober
- 2013 – Breaking Down
- 2016 – Misery Is Only Company
- 2017 – Ascension
- 2019 – Brightstar
- 2019 – Colours
- 2019 – Water Over the Bridge
- 2019 – Entropy
- 2021 – The Boy's in Love
- 2022 – Dreamer
- 2022 – White Shadow (Live)
- 2022 – Submarine
- 2022 – Hyperventilating (Live)
- 2023 – Promise
- 2023 – Break a Broken Heart
- 2023 – Prince of Fire
- 2023 – Ultraviolet (feat. Sean Harmanis)
- 2025 – Seen Better Days